# Robert Hinde
Robert Aubrey Hinde (* 26. Oktober 1923 in Norwich, England; † 23. Dezember 2016) war ein britischer Verhaltensforscher. Er war bis zu seiner Emeritierung Professor im Fachgebiet Zoologie an der Universität Cambridge und galt als einer der bedeutendsten britischen Verhaltensbiologen.
Gemeinsam mit Nikolaas Tinbergen, Patrick Bateson und William Thorpe trug er nach dem Zweiten Weltkrieg maßgeblich dazu bei, das noch junge biologische Fachgebiet der Verhaltensbiologie in Großbritannien zu etablieren.

## Werdegang
Robert Hinde war das älteste von vier Kindern seiner Eltern, sein Vater war Arzt mit einer Spezialisierung auf Geburtshilfe. Hinde besuchte von 1935 bis 1940 das Internat Oundle School, wo schon damals auf eine fundierte naturgeschichtliche Bildung Wert gelegt wurde. Von 1940 bis 1945 war er Pilot beim Coastal Command der Royal Air Force; ausgebildet in Südrhodesien und Südafrika, steuerte er „Catalina“- und Sunderland-Flugboote. Nach dem Militärdienst studierte er ab 1946 zunächst am St John’s College in Cambridge die Fächer Zoologie, Chemie und Physiologie – u. a. bei William Thorpe – und erwarb einen Abschluss als Bachelor of Arts (B.A.). An der University of London schloss er sein Studium 1948 mit dem Bachelor of Science (B.Sc.) ab. Danach folgte er einem Angebot von David Lack und ging nach Oxford.
Von 1948 bis 1950 war Hinde als Wissenschaftlicher Assistent am Edward Grey Institute (Fachbereich Zoologie) und am Balliol College in Oxford tätig, wo er 1950 zum Dr. phil. promoviert wurde. Offiziell gehörte er in dieser Zeit der Arbeitsgruppe des Ökologen David Lack an, fachlich betreut wurde er jedoch von Nikolaas Tinbergen, der 1949 aus den Niederlanden kommend an die University of Oxford gewechselt war. Von 1950 bis 1954 war Hinde zunächst Kurator der Ornithologischen Feldforschungsstation der Universität Cambridge in Madingley, später stellvertretender Direktor am Sub-Department of Animal Behaviour in Cambridge. Von 1951 bis 1994 gehörte er zum Lehrkörper des St John’s College (Cambridge), zuletzt als Master. Von 1963 bis 1989 war er zugleich Royal Society Research Professor.

## Forschungsthemen
In seinen frühen Arbeiten analysierte Robert Hinde u. a. die Balz und das Konfliktverhalten von Vögeln; insbesondere analysierte er die Warnrufe von Buchfinken nach dem Sichten von Fressfeinden. Seine Beobachtungen ergaben, dass sich das Verhalten der Buchfinken nicht mit Hilfe der von Konrad Lorenz formulierten Instinkttheorie beschreiben lässt, weswegen er das damals in Fachkreisen populäre „psychohydraulische Instinktmodell“ der Motivation seitdem als generell ungeeignet empfand. Aufgrund seiner Auseinandersetzung mit dem Phänomen Prägung (einer Gemeinschaftsarbeit mit William Thorpe) und beeinflusst durch den Psychoanalytiker und Pionier der Bindungsforschung, John Bowlby, wandte er sich bereits in den 1950er-Jahren der Individualentwicklung von Primaten zu. Ende der 1950er-Jahre etablierte er eine Kolonie von Rhesusaffen und untersuchte u. a., welche Folgen eine kurzzeitige Trennung der Affenmütter von ihrem Nachwuchs auf das Verhalten von beiden hat. Generell interessierte ihn die Analyse der angeborenen Grundlagen des Sozialverhaltens und wie sich die persönlichen Beziehungen zwischen einzelnen Tieren entwickeln und verändern. Daher war er auf Bitten von Louis Leakey auch Ratgeber für Dian Fosseys Forschung an freilebenden Gorillas in Ruanda und für Jane Goodall Studien an Schimpansen.
Eine Folge seiner Untersuchungen war, dass sich Hinde zunehmend auch damit beschäftigte, wie sich innerhalb von Menschengruppen (Familie, Freundeskreis) die sozialen Kontakte ausformen; seine Studien handelten nun vor allem über drei- bis sechsjährige Kinder. Auf diese Weise trug er dazu bei, ethologische Forschungsansätze mit psychologischen zu verbinden.
Robert Hinde veröffentlichte 1966 ein vielgenutztes Lehrbuch der Verhaltensforschung und später zahlreiche Schriften zum Thema Kriegsgefahren und über Strategien für den Frieden, zuletzt 2003 gemeinsam mit dem Friedensnobelpreis-Träger Joseph Rotblat das Buch War, no more.
Seine E-Mail-Adresse in Cambridge war die offizielle Anlaufstelle für die britische Pugwash-Gruppe.

## Ehrungen, Preise und Mitgliedschaften (Auswahl)
- 1974: Aufnahme in die American Academy of Arts and Sciences
- 1974: Aufnahme in die Royal Society
- 1978: Aufnahme in die National Academy of Sciences der Vereinigten Staaten
- 1988: Verleihung des Titels „Commander of the British Empire“
- 1988: Ehrenmitgliedschaft der Deutschen Ornithologen-Gesellschaft
- 1990: Aufnahme in die Academia Europaea
- 1991: Frink Medal der Zoological Society of London
- 1996: Royal Medal
- 1998: Ehrendoktorwürde der Universität Oxford
- 2002: Aufnahme in die British Academy
- 2003: Vorsitzender der britischen Pugwash-Gruppe

## Schriften (Auswahl)
- Ethological models and the concept of ‚drive‘. In:  The British Journal for the Philosophy of Science. Band 6, Nr. 24, 1956, S. 321–331, doi:10.1093/bjps/VI.24.321.
- Energy models of motivation. In: Symposium of the Society for Experimental Biology. Band 14, 1960, S. 199–213. PMID 13714429.
- Animal Behaviour. A Synthesis of Ethology and Comparative Psychology. McGraw-Hill, New York 1966 (2. Auflage 1970).
- Bird Vocalizations: Their Relations to Current Problems in Biology and Psychology. Cambridge University Press, 1969, ISBN 978-0-521-07409-4.
- Biological Basis of Human Social Behaviour. McGraw-Hill, New York 1974, ISBN 0-07-028932-8.
- Towards Understanding Relationships. Academic Press, New York 1979, ISBN 0-12-349252-1.
- Animal signals: Ethological and games-theory approaches are not incompatible. In: Animal Behaviour. Band 29, Nr. 2, 1981, S. 535–542, doi:10.1016/S0003-3472(81)80116-9.
- Primate Social Relationships: An Integrated Approach. Sinauer Associates, Sunderland (Massachusetts) 1983, ISBN 0-87893-276-3.
- Cooperation  and prosocial behaviour. Cambridge University Press, Cambridge 1991, ISBN 0-521-39110-5.
- The institution of war. St. Martin’s Press, New York 1992, ISBN 0-312-06611-2.
- Relationships: a dialectical perspective. Psychological Press, Hove, East Sussex 1997, ISBN 0-86377-706-6.
- War, no more: eliminating conflict in the nuclear age. Pluto Press, London 2003, ISBN 0-7453-2192-5.

## Belege
1. ↑  Traueranzeige auf telegraph.co.uk (Memento vom 31. Dezember 2016 im Internet Archive).
2. ↑  Curriculum vitae Robert A. Hinde. Auf: psychology.sunysb.edu, eingesehen am 2. Januar 2017
3. ↑  Rober A. Hinde: Ethology in Relation to Other Disciplines. In: Donald A. Dewsbury: Studying Animal Behavior. Autobiographies of the Founders. Chicago University Press, Chicago und London 1985, ISBN 978-0-226-14410-8, S. 192–203.
4. ↑  Rober A. Hinde: Ethology in Relation to Other Disciplines, S. 195.

| Personendaten    | Personendaten                             |
| ---------------- | ----------------------------------------- |
| NAME             | Hinde, Robert                             |
| ALTERNATIVNAMEN  | Hinde, Robert Aubrey (vollständiger Name) |
| KURZBESCHREIBUNG | britischer Verhaltensforscher und Autor   |
| GEBURTSDATUM     | 26. Oktober 1923                          |
| GEBURTSORT       | Norwich, England                          |
| STERBEDATUM      | 23. Dezember 2016                         |